# Centro Histórico de Camagüey
O Centro Histórico de Camaguüey é um dos locais inscritos como Patrimônio Mundial da UNESCO em Cuba.
Uma das sete primeiras vilas fundadas pelos espanhóis em Cuba, Camagüey desempenhou um papel proeminente como o centro urbano de um território interior dedicado à pecuária e à indústria açucareira. Radicado em sua localização atual em 1528, a cidade desenvolveu-se com base em um padrão irregular urbano, que contém um sistema de praças grandes e pequenas, ruas serpentinas, becos e blocos urbanos irregulares, altamente excepcionais para as cidades latino-americanas coloniais localizados em territórios simples. Os 54 hectares do Centro Histórico de Camagüey constituem um exemplo excepcional de assentamento urbano tradicional relativamente isolada das principais rotas comerciais. Os colonizadores espanhóis seguiram influências européias medievais em termos de traçado urbano e técnicas de construção tradicionais trazidos para as Américas pelos pedreiros e mestres de construção. O patrimônio reflete a influência de vários estilos através dos tempos: eclético, neoclássico, art déco, neo-colonial, bem como alguns Art Nouveau e esboços do racionalismo.